# Calleville-les-Deux-Églises
Calleville-les-Deux-Églises település Franciaországban, Seine-Maritime megyében. Lakosainak száma 329 fő (2022. január 1.). Calleville-les-Deux-Églises Val-de-Saâne, Beauval-en-Caux, Belleville-en-Caux, Biville-la-Baignarde, Saint-Vaast-du-Val és Tôtes községekkel határos.

## Népesség
A település népességének változása:
| Lakosok száma | 333  | 335  | 344  | 332  | 328  | 324  | 333  | 327  | 329  |
|               | 2013 | 2015 | 2016 | 2017 | 2018 | 2019 | 2020 | 2021 | 2022 |